# Wewnątrzszkolny system oceniania
Wewnątrzszkolny system oceniania (WSO) – przepisy prawa szkolnego stanowiące część statutu szkoły i określające zasady organizacji oceniania uczniów danej szkoły. Szkoła decyduje, jak ocenia osiągnięcia uczniów, co ocenia, kiedy oraz w jaki sposób rejestrowane będą te osiągnięcia. Do decyzji szkoły należy również sposób i częstotliwość informowania uczniów i rodziców o osiągnięciach, a także sposób poprawiania ocen. Oceny roczne, które umieszczane są na świadectwach promocyjnych oraz ukończenia szkoły, wystawiane są według obowiązującej we wszystkich polskich szkołach skali 1 - 6.